# Richard W. Southern
Sir Richard William Southern (Newcastle-upon-Tyne, 8 février 1912 – Oxford, 6 février 2001), est un médiéviste britannique, professeur à l'Université d'Oxford.

## Biographie
Il étudie à la Royal Grammar School de Newcastle upon Tyne, puis, en 1929, entre au Balliol College d'Oxford. En 1932, son étude des chartes de Ranulf Flambard, évêque de Durham, lui vaut le prix Alexander de la Royal Historical Society.
Il se spécialise dans l'histoire culturelle et acquiert une certaine notoriété en 1953 avec la publication de Making of the Middle Ages, puis grâce à ses études sur saint Anselme de Cantorbéry (St Anselm and his Biographer, 1963 ; St. Anselm: A Portrait in a Landscape, 1992) et sur Robert Grossetête (Robert Grosseteste: The Growth of an English Mind in Medieval Europe, 1986). Il est lauréat du Prix Balzan 1987 pour l'histoire médiévale. Il est anobli en 1974.

## Livres parus en français
- L'Église et la société dans l'Occident médiéval (Western Society and the Church in the Middle Ages, 1970), trad. fr. Paris, Flammarion, 1987